# Yarasuchus deccanensis
Lo yarasuco (Yarasuchus deccanensis) è un rettile estinto, appartenente agli afanosauri. Visse nel Triassico medio (Anisico, circa 245 milioni di anni fa) e i suoi resti fossili sono stati ritrovati in India. È considerato uno dei più piccoli rauisuchi noti.

## Descrizione
Questo animale era lungo circa due metri; era dotato di un corpo piuttosto gracile e di un lungo collo, dotato di vertebre allungate; gli arti anteriori, inoltre, erano insolitamente brevi. Il cranio era piuttosto piccolo. Il cinto pettorale era gracile e la scapola possedeva un processo (acromion) continuo. Le spine neurali delle vertebre erano alte e gli osteodermi che ricoprivano il corpo erano dotati di una carena longitudinale. 

## Classificazione
Descritto per la prima volta nel 2005, Yarasuchus è stato inizialmente considerato un membro dei prestosuchidi, un gruppo di arcosauri predatori piuttosto primitivi e generalmente di grosse dimensioni. Successivamente (Brusatte et al., 2010) questo animale è stato avvicinato ai poposauroidi, un eterogeneo gruppo di arcosauri affini ai crocodilomorfi. Ricerche più recenti (Nesbitt et al., 2017) hanno invece determinato che Yarasuchus era un membro degli Aphanosauria, un enigmatico e poco conosciuto gruppo di arcosauri vicino all'origine dei dinosauri e dei loro stretti parenti. 

## Paleoecologia
I fossili di Yarasuchus sono stati ritrovati nella formazione di Yerrapalli in India; molti altri vertebrati sono stati rinvenuti nella stessa formazione. Tra questi, i resti fossili di un prolacertiforme (Pamelaria) sono stati ritrovati in prossimità dei due esemplari noti di Yarasuchus. Altri vertebrati includono il dipnoo Ceratodus, l'attinotterigio Saurichthys, il temnospondilo Parotosuchus e i dicinodonti Rechnisaurus e Wadiasaurus. Si suppone che Yarasuchus possa essere stato un bipede facoltativo.